# Vera Carrara
Vera Carrara, née le 6 avril 1980 à Alzano Lombardo dans la province de Bergame en Lombardie, est une coureuse cycliste italienne. Elle concourt sur route et sur piste.

## Biographie
Spécialiste de la course aux points, Vera Carrara a été deux fois championne du monde de cette discipline, en 2005 et 2006.

## Palmarès sur piste

### Championnats du monde
- Copenhague 2002
  -  Médaillée de bronze de la course aux points
- Melbourne 2004
  -  Médaillée d'argent de la course aux points
- Los Angeles 2005
  -  Championne du monde de course aux points
- Bordeaux 2006
  -  Championne du monde de course aux points
- Manchester 2008
  -   Médaillée de bronze de la course aux points

### Coupe du monde
- 2003
  - Classement général de la course aux points
  - 1re de la course aux points à Sydney
- 2004-2005 
  - 2e de la course aux points à Manchester
- 2005-2006
  - 1re de la course aux points à Sydney

### Championnats d'Italie
- 2003
  - 2e de la poursuite
- 2006
  - 2e de la course aux points
  - 2e du scratch
- 2007
  -  Championne d'Italie de course aux points

## Palmarès sur route
- 2000
  -  Médaillée de bronze du championnat d'Europe sur route espoirs
- 2002
  - Tour du lac Majeur
  -  Médaillée d'argent du championnat d'Europe du contre-la-montre espoirs
- 2004
  - Tour du lac Majeur
- 2006
  - 5e étape du Holland Ladies Tour
- 2007
  -  Championne d'Italie du contre-la-montre